# Matthias Rogg

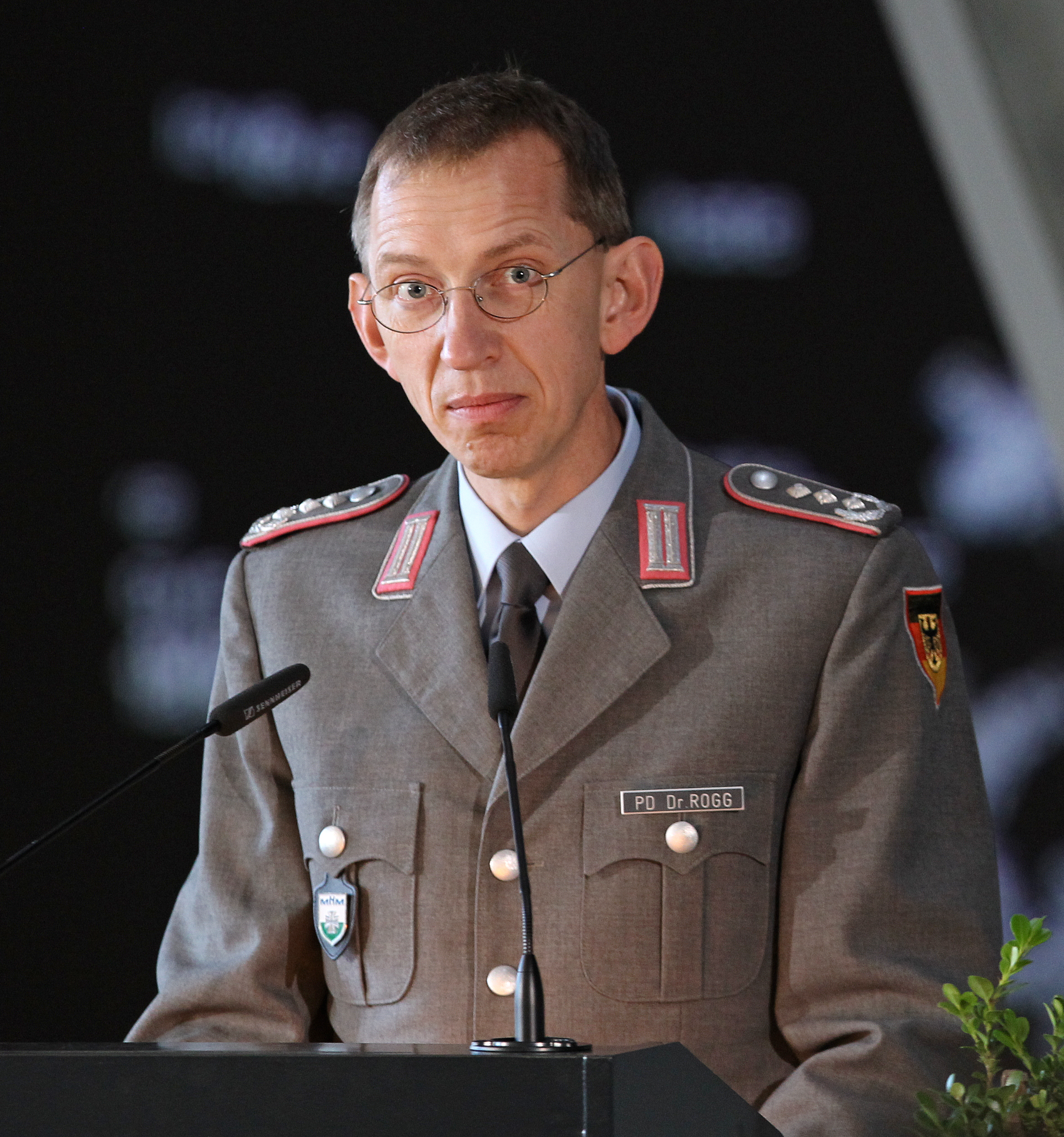
Oberst Matthias Rogg (2011)

Matthias Rogg (* 1963 in Wittmund) ist ein deutscher Offizier (Oberst) und Historiker mit Schwerpunkt Militärgeschichte.
Rogg war zunächst Mitarbeiter des Militärgeschichtlichen Forschungsamtes. Von 2010 bis 2017 war er Direktor des Militärhistorischen Museums der Bundeswehr in Dresden. 2017 wechselte er an die Führungsakademie der Bundeswehr nach Hamburg. Überdies ist er seit 2013 Professor für Neuere und Neueste Geschichte an der Universität der Bundeswehr Hamburg und damit erster aktiver Bundeswehrsoldat, der außerhalb des Sanitätsdienstes einen Professorentitel erhielt.
Für seine Dissertation über das Bild des Soldaten im 16. Jahrhundert wurde er 2000 mit dem Werner-Hahlweg-Preis ausgezeichnet.

## Leben
Rogg entstammt einer Soldatenfamilie und wurde 1963 in der ostfriesischen Kreisstadt Wittmund geboren. Nach dem Abitur 1982 am Hofenfels-Gymnasium Zweibrücken in Rheinland-Pfalz trat er 1983 als Offizieranwärter (OA) der Panzertruppe in die Bundeswehr ein. Er wurde von 1983 bis 1986 als Truppenoffizier u. a. an der Offizierschule des Heeres (OSH) in Hannover ausgebildet und danach in Stabs- und Truppenverwendungen beim Panzerbataillon 543 in Hermeskeil eingesetzt. Von 1989 bis 1993 studierte er Neuere und Neueste Geschichte, Kunstgeschichte und Mittlere Geschichte an der Albert-Ludwigs-Universität Freiburg. Von 1994 bis 1998 war er am Aufbau des Museums des Dreißigjährigen Krieges in Wittstock an der Dosse beteiligt. 1998 wurde er bei Bernhard R. Kroener an der Universität Freiburg im Breisgau mit der militär- und sozialhistorisch orientierten Dissertation Soldatenbilder – Studien zur bildlichen Darstellung von Kriegsleuten im 16. Jahrhundert zum Dr. phil. promoviert.
Danach war er von 1998 bis 1999 Chef der Unteroffizier-Lehrkompanie in Braunschweig. Von 1999 bis 2008 war der Historikerstabsoffizier wissenschaftlicher Mitarbeiter im Militärgeschichtlichen Forschungsamt (MGFA) in Potsdam, wo er als Stabsoffizier in der Funktion Amtschef und Pressesprecher tätig war. Außerdem war er Autor für die hauseigene militärhistorische Fachzeitschrift Militärgeschichtliche Zeitschrift (MGZ). Er habilitierte sich 2008 mit der durch Kroener begleiteten Arbeit Armee des Volkes? Studien zum Verhältnis von Militär und Gesellschaft in der DDR am Historischen Institut der Universität Potsdam und erwarb die Venia Legendi für Neuere Geschichte. Die weiteren Gutachter waren Christoph Kleßmann und Thomas Großbölting. Im Anschluss war er von 2008 bis 2009 Referent im Planungsstab des Bundesministers der Verteidigung (PlStab) in Berlin. Er war u. a. an der Konzeption des Ehrenmals der Bundeswehr auf dem Gelände des Bendlerblocks in Berlin beteiligt und schrieb Reden für den damaligen Bundesminister der Verteidigung Franz Josef Jung (CDU).

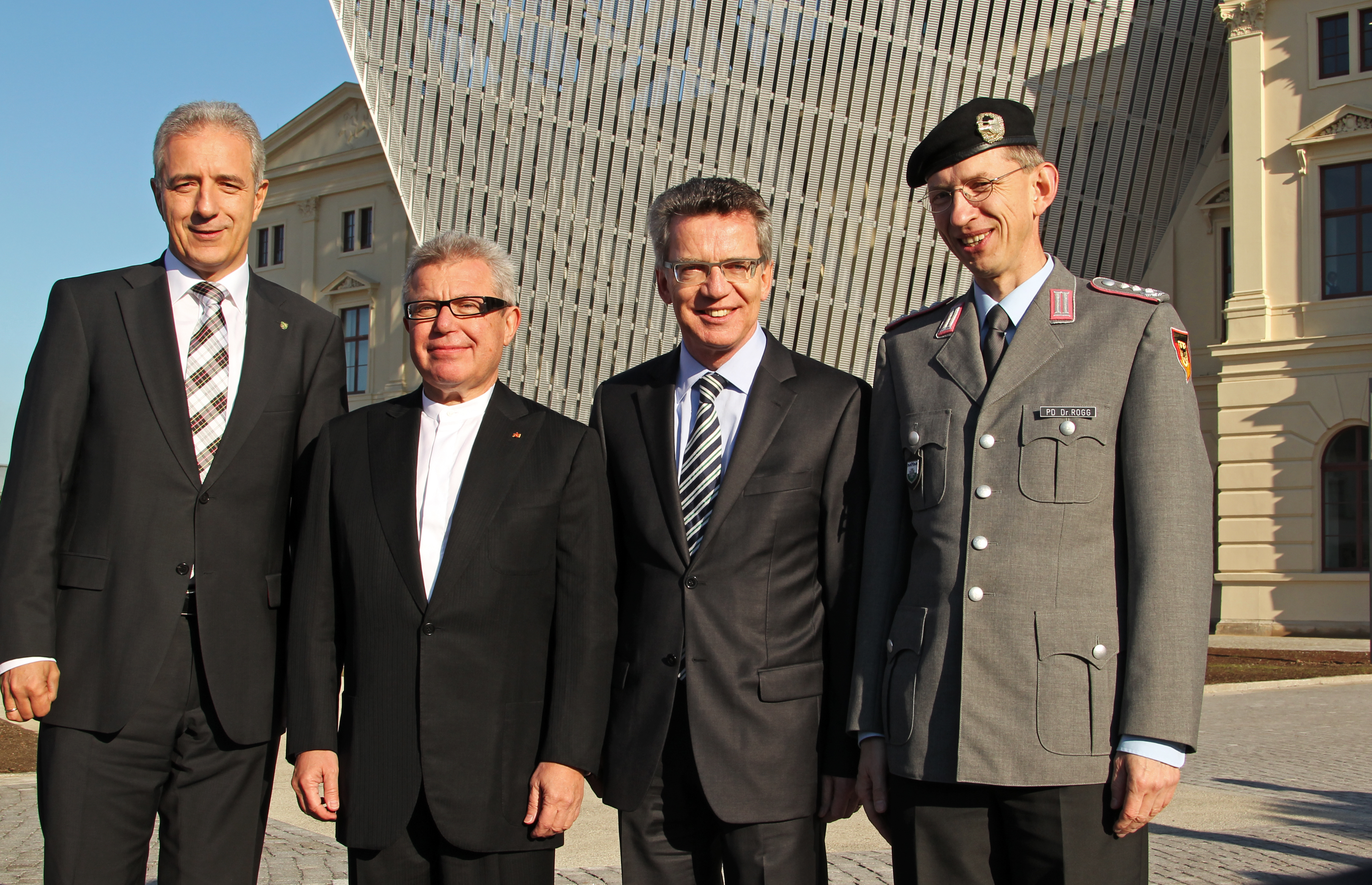
Festakt zur Neueröffnung des Militärhistorischen Museums der Bundeswehr (2011), v. l. n. r.: Stanislaw Tillich, Daniel Libeskind, Thomas de Maizière und Matthias Rogg

Nach einer erneuten Verwendung im MGFA wurde er im Juni 2010 Direktor des später neu eröffneten Militärhistorischen Museums der Bundeswehr in Dresden; zu seinem Zuständigkeitsbereich gehören u. a. das Militärhistorische Museum Flugplatz Berlin-Gatow und die Ausstellungen auf der Festung Königstein. Darüber hinaus war er Lehrbeauftragter für Neuere und Neueste Geschichte am Historischen Institut der Universität Potsdam. An der Helmut-Schmidt-Universität in Hamburg hat er einen Lehrauftrag am Lehrstuhl für die Geschichte der Frühen Neuzeit unter besonderer Berücksichtigung der Sozial- und Wirtschaftsgeschichte. 2013 wurde er hier als erster Offizier außerhalb des Sanitätsdienstes zum Professor ernannt. 2017 wechselte Rogg an die Führungsakademie der Bundeswehr nach Hamburg und war dort bis 2021 Mitglied im kollegialen Vorstand des German Institute for Defence and Strategic Studies.
Seine wissenschaftlichen Schwerpunkte liegen in den Bereichen Kultur- und Militärgeschichte, der Geschichte der DDR und in der historischen Bildung. Er veröffentlichte mehrere Bücher. 2013 stand er dem ZDF für die historischen Recherchen zum dreiteiligen Fernsehfilm Unsere Mütter, unsere Väter neben weiteren Historikern als Fachberater zur Verfügung.
Er ist Mitglied der Evangelischen Kirche Berlin-Brandenburg-schlesische Oberlausitz und seit 2015 in die 12. Synode der Evangelischen Kirche in Deutschland (EKD) berufen.
Rogg ist verheiratet und hat zwei Kinder; er lebt in Dresden und Potsdam.

## Auszeichnungen
- 2000: Werner-Hahlweg-Preis für Militärgeschichte und Wehrwissenschaften, 1. Preis, verliehen auf dem 43. Deutschen Historikertag in Aachen[6] für seine Dissertation von 1998
- 2011: Ehrenkreuz der Bundeswehr in Gold[7]

## Rezeption
Die promovierte Historikerin Heike Talkenberger kommentierte seine 1998 im Verlag Ferdinand Schöningh als Landsknechte und Reisläufer. Bilder vom Soldaten verlegte Dissertation 2002 im Open-Access-Online-Rezensionsjournal Sehepunkte mit: „Trotz [...] Schwächen kann Roggs Studie als wichtiger Beitrag zu einer Sozialgeschichte des Militärs im 16. Jahrhundert gesehen werden, die vor allem durch ihre breite Quellenbasis, ihre überzeugende Analyse der Funktion von Soldatenbildern für die frühneuzeitliche Gesellschaft und detaillgenaue Beobachtungen besticht.“
Im Deutschlandfunk nahm der Medienwissenschaftler Klaus Kreimeier zum mit Bernhard Chiari und Wolfgang Schmidt im R. Oldenbourg Verlag herausgegebenen Werk Krieg und Militär im Film des 20. Jahrhunderts (2003) Stellung: Der Band erlaube „den Fachwissenschaftlern unterschiedlicher Disziplinen, sich mit Hilfe fundierter Texte über benachbarte Wissensfelder zu orientieren. Zugleich gewährt er dem wissenschaftlich nicht spezialisierten, an der Materie jedoch interessierten Leser mancherlei Interpretationshilfen für den Einstieg in den historischen Hauptteil: deutsche Kriegsfilmgeschichte von der ersten Filmwochenschau des Jahres 1914 über den nationalsozialistischen Spiel- und Kulturfilm bis zum Armeefilmstudio der Nationalen Volksarmee. Insgesamt 16 Texte aus der Feder überwiegend jüngerer Kultur- und Filmwissenschaftler fügen sich hier zu einem Gesamtbild, das dem gegenwärtigen Forschungsstand gerecht wird, selbst wenn - wie im Fall des nationalsozialistischen Films - nicht alle Teilaspekte behandelt werden konnten.“
Gerhard Wettig, ehemaliger Leiter des Forschungsbereichs Außen- und Sicherheitspolitik am Bundesinstitut für ostwissenschaftliche und internationale Studien in Köln, rezensierte bei H-Soz-u-Kult das mit Hans Ehlert herausgegebene Werk Militär, Staat und Gesellschaft in der DDR (2004): „Der [...] Sammelband bietet nicht nur Lesern, die speziell an der Geschichte des ostdeutschen Militärs interessiert sind, sondern allen, die sich über die DDR im Allgemeinen und die Zusammenhänge der deutschen Teilung informieren wollen, ebenso wichtige wie zuverlässige Einblicke.“
Seine im Ch. Links Verlag erschienene Habilitationsschrift Armee des Volkes? Militär und Gesellschaft in der DDR von 2008 wurde 2009 in der Frankfurter Allgemeinen Zeitung durch Gunter Holzweißig, Regierungsdirektor im Bundesarchiv in Berlin, wie folgt rezensiert: „Die bemerkenswert flüssig geschriebene Studie ist reichhaltig illustriert. Sie vermittelt dem Fachmann neue, bisher in den Archiven schlummernde Einblicke in den militarisierten DDR-Alltag. Sie ist trotz ihres Umfangs und ihres erschöpfenden wissenschaftlichen Apparates dem politisch interessierten Laien zu empfehlen.“

## Schriften (Auswahl)

### Monografien
- „Wir schenken dem Heiligen Nazarius…“. Der Grundbesitz des Klosters Lorsch im Raum Ludwigshafen am Rhein (= Veröffentlichungen des Stadtarchivs Ludwigshafen am Rhein, Band 17). Stadtarchiv, Ludwigshafen am Rhein 1993, ISBN 3-924667-21-7.
- Landsknechte und Reisläufer. Bilder vom Soldaten. Ein Stand in der Kunst des 16. Jahrhunderts (= Krieg in der Geschichte, Band 5). Schöningh, Paderborn 2002, ISBN 3-506-74474-7.
- Armee des Volkes? Militär und Gesellschaft in der DDR (= Militärgeschichte der DDR, Band 15). Ch. Links, Berlin 2008, ISBN 978-3-86153-478-5.
- Kompass Militärgeschichte. Ein historischer Überblick für Einsteiger. Hrsg. vom Zentrum für Militärgeschichte und Sozialwissenschaften der Bundeswehr, Rombach, Freiburg im Breisgau 2013, ISBN 978-3-7930-9732-7.

### Herausgeberschaften
- mit Bernhard Chiari, Wolfgang Schmidt: Krieg und Militär im Film des 20. Jahrhunderts (= Beiträge zur Militärgeschichte, Band 59). R. Oldenbourg, München 2003, ISBN 3-486-56716-0.
- mit Hans Ehlert: Militär, Staat und Gesellschaft in der DDR. Forschungsfelder, Ergebnisse, Perspektiven (= Militärgeschichte der DDR, Band 8). Ch. Links, Berlin 2004, ISBN 3-86153-329-4.
- mit Arnim Lang: Potsdamer Ge(h)schichte. Streifzüge ins 20. Jahrhundert. be.bra verlag, Berlin 2005, ISBN 978-3-86124-589-6.
- mit Jutta Nowosadtko: „Mars und die Musen“. Das Wechselspiel von Militär, Krieg und Kunst in der Frühen Neuzeit (= Herrschaft und soziale Systeme in der frühen Neuzeit, Band 5). Lit, Berlin 2008, ISBN 978-3-8258-9809-0.
- mit Gorch Pieken: Das Militärhistorische Museum der Bundeswehr. Ausstellungsführer. Sandstein, Dresden 2011, ISBN 978-3-942422-69-7.
- mit Martin Winter: Raymundus Bruns. Erinnerungen an katholisches Ordensleben und Militärseelsorge in Preußen im 18. Jahrhundert. Übersetzung aus dem Commentarium. Rombach, Freiburg im Breisgau 2012, ISBN 978-3-7930-9701-3.
- mit Gorch Pieken, Jens Wehner: Stalingrad. Eine Ausstellung des Militärhistorischen Museums der Bundeswehr. Sandstein, Dresden 2012, ISBN 978-3-95498-009-3.
- mit Christian Th. Müller: Das ist Militärgeschichte! Probleme, Projekte, Perspektiven. Für Bernhard R. Kroener zum 65. Geburtstag. Schöningh, Paderborn 2013, ISBN 978-3-506-77657-0.
- mit Gerhard Bauer, Gorch Pieken: Blutige Romantik. 200 Jahre Befreiungskriege. Essays und Katalog. 2 Bände, Sandstein, Dresden 2013, ISBN 978-3-95498-037-6.
- mit Gorch Pieken: Rechtsextreme Gewalt in Deutschland. 1990–2013 (= Forum MHM. Schriftenreihe des Militärhistorischen Museums der Bundeswehr, Band 3). Sandstein, Dresden 2013, ISBN 978-3-95498-014-7.
- mit Gorch Pieken: Schuhe von Toten. Dresden und die Shoa (= Forum MHM. Schriftenreihe des Militärhistorischen Museums der Bundeswehr, Band 4). Sandstein, Dresden 2014, ISBN 978-3-95498-054-3.
- mit Stephan Huck, Gorch Pieken: Die Flotte schläft im Hafen ein. Kriegsalltag 1914–1918 in Matrosen-Tagebüchern (= Forum MHM. Schriftenreihe des Militärhistorischen Museums der Bundeswehr, Band 6). Sandstein, Dresden 2014, ISBN 978-3-95498-095-6.
- mit Angelika Dörfler-Dierken: Martin Luther: Ob Kriegsleute auch in seligem Stande sein können (= Schriften der Evangelischen Seelsorge in der Bundeswehr). Im Auftrag des Evangelischen Militärbischofs,  Ed. Akanthus, Delitzsch 2014.
- mit Gorch Pieken, Ansgar Snethlage: Schlachthof 5 – Dresdens Zerstörung in literarischen Zeugnissen. Eine Ausstellung zum 13. Februar 1945. [Militärhistorisches Museum der Bundeswehr, Dresden, 6. Februar bis 12. Mai 2015]. Sandstein, Dresden 2015, ISBN 978-3-95498-139-7.
- mit Gorch Pieken: 60 Jahre Bundeswehr. Sandstein, Dresden 2016, ISBN 978-3-95498-191-5.
- mit Magnus Pahl, Gorch Pieken: Achtung Spione. Geheimdienste in Deutschland 1945 bis 1956. Essays und Katalog im Schuber (= Forum MHM. Schriftenreihe des Militärhistorischen Museums der Bundeswehr, Bd. 11). 2 Bände, Sandstein, Dresden 2016, ISBN 978-3-95498-210-3.
- mit Sophie Scheidt, Hartwig von Schubert: Ethische Herausforderungen digitalen Wandels in bewaffneten Konflikten, German Institute for Defence and Strategic Studies, Hamburg 2020, ISBN 978-3-948752-00-2 (Open Access).